# Toby Edward Rosenthal

Selbstporträt mit Faksimile der Unterschrift aus den »Erinnerungen«, posthum 1927 erschienen, entnommen

Toby Edward Rosenthal (* 15. März 1848 in Strasburg in Westpreußen; † 23. Dezember 1917 in München) war ein deutschamerikanischer Genre- und Bildnismaler.

## Leben
Rosenthal lebte seit 1853 in den USA, ab 1858 erhielt er Malunterricht in San Francisco. Er ging 1865 nach München auf die Akademie, bildete sich anfangs im Atelier von Karl Raupp, seit 1868 in der Schule Pilotys. Nachdem er einige Genrebilder gemalt hatte, von denen Sebastian Bach mit seiner Familie bei der Morgenandacht (1870) vom städtischen Museum in Leipzig angekauft wurde, unterbrach er seine Tätigkeit auf kurze Zeit durch eine Reise in die USA.
1874 nach München zurückgekehrt, malte er nach einer Ballade Alfred Tennysons Die schöne Elaine (1874) und einige humoristische Genrebilder, wie: Wer zuletzt lacht, lacht am besten (zwei Pendants), und Das alarmierte Mädchenpensionat (1877), denen 1883 Das Gericht über die entflohene Nonne Constance de Beverley nach Walter Scotts „Marmion“ (Los Angeles County Museum of Art) und 1887 Eine Tanzstunde unsrer Großmütter folgten, in welcher er sich an die weichliche Eleganz der Salonmaler anschloss.
Rosenthal starb 1917 im Alter von 69 Jahren. Die Familiengrabstätte befindet sich auf dem Münchner Nordfriedhof.